# Gover Meit
Gover Julius Samuel Meit (Amsterdam, 24 augustus 1987) is een Nederlands cabaretier en kleinkunstenaar. Van 2015 tot 2023 was hij vooral bekend met zijn alter ego Stefano Keizers. Sinds maart 2023 is zijn alter ego Donny Ronny.

## Biografie

### Start loopbaan
Gover Meit studeerde in 2009 af aan de Gerrit Rietveld Academie. Hij was tot 2013 zanger van de band Wooden Constructions. Daarna was hij zanger in de groepen Meitje en longsy.
In 2014 besloot hij op het podium kleinkunst en liedjes ten gehore te brengen. Vanaf 2015 was Meit eindredacteur en presentator bij het televisiekanaal #FIRST, dat via Ziggo TV en YouTube werd uitgezonden.

### Stefano Keizers
In 2015 ontstond het alter ego Stefano Keizers. Keizers kreeg een eigen biografie. Zo zou hij geboren zijn in 1984 in Yaoundé in Kameroen, woonde hij in zijn jeugd in verschillende landen, was hij getrouwd met 'zeilmeisje' Laura Dekker en was hij directeur van een keramiekfabriek in China. Als Keizers won Meit de 29e editie (in 2016) van het Concours om de Wim Sonneveldprijs op het Amsterdams Kleinkunst Festival. In het winterseizoen 2016-2017 was hij kandidaat in de televisiequiz De Slimste Mens, en eindigde als derde. In januari 2018 debuteerde Keizers als cabaretier met het programma Erg heel. Als vervolg hierop speelt hij in 2019 extreme try-outs van zijn tweede programma Sorry baby. In november 2018 verscheen zijn boek Twee Luitenanten.
In december 2018 was Keizers te zien als kandidaat bij MAX Geheugentrainer. Zijn optreden in het programma was onderdeel van het AVROTROS-programma Experimensen, waarvan hij in januari 2019 de presentator werd. Keizers deed in het najaar van 2019 mee aan Maestro. In 2020 werd hij tweede tijdens het vijfde seizoen van het televisieprogramma Het perfecte plaatje; dit leverde hem een rubriek op in de nieuwe talkshow van Humberto Tan die in januari 2021 van start ging. In 2020 vormde hij samen met Tygo Gernandt een deelnemers-duo in de Top 2000 Quiz. In 'het voorwoord van de Boekenweek (2021)' figureerde hij als 'eenmanspubliek' in het televisieprogramma Eus' Boekenclub (NTR).
In juni 2021 was Keizers een van de 'Vips' die mee deed aan de VIPS-special van het quizprogramma Beat the Champions. Eind 2021 was Keizers een van de deelnemers van het 21e seizoen van het RTL 4-programma Expeditie Robinson, hij viel als derde af en eindigde daarmee op de 24e plaats. Datzelfde jaar was Keizers te zien als roaster in het programma The Roast of Hans Klok, hier verscheen hij naakt ten tonele. In 2022 deed hij mee aan het tv-programma De Verraders, waarin hij een verrader was. Nadat hij aangegeven had niet meer aan dergelijke programma's deel te nemen, liet hij zich al vrij snel overhalen in 2023 om mee te doen op Amazon Prime aan de Nederlandse versie van het oorspronkelijk Japanse programma LOL: Last One Laughing.
Op 25 januari 2023 nam hij afscheid van zijn alter ego Stefano Keizers, omdat aan die naam naar eigen zeggen een stigma vastzit. Ondanks dit aangekondigde afscheid verscheen hij hierna nog meerdere malen als Keizers op televisie. Zo was hij in 2023 te zien in het televisieprogramma The Big Bang, samen met Sylvia Geersen.

### Donny Ronny
Onder zijn nieuwe naam Donny Ronny deed Meit samen met Joost Klein en Stuntje mee aan het vijfde seizoen van De Kluis. Het drietal overviel het Fort Wierickerschans in Bodegraven, in de jacht naar goudstaven en een diamant, die bewaakt werden door het team van StukTV. De aflevering kwam in juni 2023 uit.
In 2024 was Meit creatief directeur bij het optreden van Joost Klein op het Eurovisiesongfestival 2024. Ook heeft hij een kleine rol in de videoclip van het lied van Klein; Europapa. In de zomer van 2024 vertolkte hij de rol van Mika in de bioscoopfilm Expeditie Cupido. Datzelfde jaar was hij te zien in de Prime Video-film Vuur & vlam en deed hij samen met Stuntje mee aan de Videoland-serie Het Jachtseizoen: Most Wanted.
In 2025 was Meit opnieuw kandidaat in het jubileumseizoen van De slimste mens, als Donny Ronny. Datzelfde jaar stonden hij en zijn familiegeschiedenis centraal in een aflevering van Verborgen verleden. Zijn Joods-Curaçaose familie blijkt gedeeltelijk afkomstig uit het Roemeense Sighetu Marmației. In het najaar van 2025 doet Meit mee aan de Vlaamse versie van De Slimste Mens ter Wereld